# Kurt Bassermann
Julius Konrad „Kurt“ Bassermann (* 13. Dezember 1880 in Mannheim; † 1935) war ein deutscher Bankmanager.

## Leben
Er stammt aus der Mannheimer Familie Bassermann, die geprägt ist durch eine badisch-pfälzische Kaufmannstradition, und war der Sohn von Felix Bassermann (1848–1902) und dessen Ehefrau Anna (1857–1934) geborene Grohe. Nach dem Besuch des Gymnasiums in Mannheim, an dem Kurt Bassermann das Abitur ablegte, ging er zum Studium der Chemie und Nationalökonomie an die Universität Heidelberg. Später wechselte er an die Universität Straßburg und zuletzt nach Berlin.
Im Jahre 1898 nahm Kurt Bassermann eine zweijährige Lehre bei der Firma Bassermann & Herrschel, Großhandlung Drogen und Chemikalien Mannheim auf. Im Jahre 1902 wurde er mit seinen Brüdern Teilhaber der neugegründeten Firma Bassermann & Co. 1910 erfolgte seine Ernennung zum Direktor der Filiale Freiburg der Süddeutschen Disconto-Gesellschaft. Nach Ausbruch des Ersten Weltkrieges erhielt er eine Einberufung zum Militärdienst und kehrte 1918 aus dem Krieg zurück.
1927 wurde Kurt Bassermann Vorstandsmitglied der Süddeutschen Disconto-Gesellschaft in Mannheim. Zwei Jahre später erfolgte seine Ernennung zum Direktor der Filiale Mannheim der Deutschen Bank und Diskonto-Gesellschaft, 1932 wechselte er als Direktor in die Filiale Freiburg. Bis zu seinem Tod 1937 war er Vorsitzender des Aufsichtsrates der Kienzle Apparate Aktiengesellschaft Villingen.
Kurt Bassermann war Mitglied zahlreicher Gesellschaften und hatte seinen Wohnsitz in Freiburg, Basler Straße 46. Dieses Gebäude wird heute als Arminenhaus von der Katholischen Deutschen Studentenverbindung Arminia in Freiburg genutzt.
Sein Grabmal befindet sich auf dem Friedhof in Mannheim.

## Familie
Aus seiner 1906 geschlossenen Ehe mit Karola (* 12. Januar 1884), der Tochter des Parlamentariers Ernst Bassermann, gingen zwei Töchter hervor.